# Sucenjuru Tengah
Sucenjuru Tengah is een bestuurslaag in het regentschap Purworejo van de provincie Midden-Java, Indonesië. Sucenjuru Tengah telt 5153 inwoners (volkstelling 2010).